# Saint John Riptide
I Saint John Riptide sono una società di pallacanestro canadese con sede a Saint John, nel Nuovo Brunswick.
Nacquero nel 2007 a Manchester, nel New Hampshire, come Manchester Millrats nella ABA 2000. Dopo una stagione passarono alla PBL. Nel 2010 la franchigia si spostò in Canada, cambiando denominazione in Saint John Mill Rats. Nel 2011 cambiarono nuovamente lega, passando alla NBL Canada. Nel 2016 assunsero la denominazione attuale.

## Stagioni
| Stagione | Lega       | Denominazione        | V  | P  | %    | Piazzamento | Play-off               |
| -------- | ---------- | -------------------- | -- | -- | ---- | ----------- | ---------------------- |
| 2007-08  | ABA 2000   | Manchester Millrats  | 27 | 11 | 71,1 | 1º          | Finale di conference   |
| 2009     | PBL        | Manchester Millrats  | 16 | 4  | 80,0 | 1º          | Semifinale             |
| 2010     | PBL        | Manchester Millrats  | 6  | 14 | 30,0 | 6º          | -                      |
| 2011     | PBL        | Saint John Mill Rats | 9  | 11 | 45,0 | 5º          | -                      |
| 2011-12  | NBL Canada | Saint John Mill Rats | 17 | 19 | 47,2 | 4º          | Semifinale             |
| 2012-13  | NBL Canada | Saint John Mill Rats | 20 | 20 | 50,0 | 2º          | Quarti di finale       |
| 2013-14  | NBL Canada | Saint John Mill Rats | 22 | 18 | 55,0 | 2º          | Quarti di finale       |
| 2014-15  | NBL Canada | Saint John Mill Rats | 17 | 15 | 53,1 | 5º          | Quarti di finale       |
| 2015-16  | NBL Canada | Saint John Mill Rats | 25 | 15 | 62,5 | 2º          | Semifinali             |
| 2016-17  | NBL Canada | Saint John Riptide   | 22 | 18 | 55,0 | 2º          | Semifinali di division |
| 2017-18  | NBL Canada | Saint John Riptide   | 20 | 20 | 50,0 | 3º          | Semifinali di division |
| 2018-19  | NBL Canada | Saint John Riptide   | 17 | 23 | 42,5 | 4º          | Semifinali di division |